# Heißer Sommer (Film)
Heißer Sommer ist ein deutsches Filmmusical der DEFA von Joachim Hasler aus dem Jahr 1968 mit Chris Doerk und Frank Schöbel in den Hauptrollen. Der Film hatte über 3,4 Millionen Besucher in der DDR.

## Handlung
Beim Trampen nach Norden kreuzen sich immer wieder die Wege von elf Oberschülerinnen aus Leipzig und zehn Oberschülern aus Karl-Marx-Stadt. Dabei haben die Jungen beim Trampen wiederholt das Nachsehen gegen die Mädchen. Schließlich landen alle in einem kleinen Dorf an der Ostsee. Um sich für die Schwierigkeiten beim Reisen etwas zu rächen, denken sich die Jungen Streiche aus, etwa das Aussetzen von weißen Mäusen im Schlafsaal der Mädchen. Diese sehen wiederum darin ein Zeichen, dass die Jungen noch unreif sind.
Nach anfänglichen Streitereien lassen die ersten Liebeleien aber nicht lange auf sich warten. Wolf macht der hübschen Brit den Hof, die zu ihren Freundinnen sagt, sie möchte möglichst viel erleben. Die vernünftige und etwas burschikose Stupsi tadelt sie, mit solchen Wünschen könne Brit der ganzen Gruppe noch Ärger einbringen. Stupsi hat Interesse an dem Oberschüler Kai. Jedoch entwickelt Kai ebenfalls ein Interesse an Brit. Diese spielt mit den Jungen, in dem sie eines Abends zunächst viel Zeit mit Kai verbringt, ehe sie mit Wolf im Heuschober schläft.
Die Jungen haben neben dem Urlaub auch etwas bei den Fischern ausgeholfen. Ohne zu fragen, nimmt sich Kai eines der Kutterboote, damit alle zusammen einen Ausflug machen. Die meisten haben inzwischen Partner gefunden. Ein in Jura bewanderter Schüler, der „Rechtsanwalt“, zeigt zwar  Interesse an Stupsi, doch sie fühlt sich unglücklich, springt von Bord und geht an Land. Wenig später eskaliert die Situation zwischen Kai und Wolf, als ihnen klar wird, dass sie beide in Brit verliebt sind und diese mit beiden etwas hat. Es kommt zu einem Streit, wobei Kai das Steuer verlässt und der Kutter auf Grund läuft.
Zwar können alle unbeschadet den Kutter verlassen, doch die Jungen könnten verklagt werden und machen sich deshalb Sorgen um ihre Zukunft. Sie sollen an einer Scheune auf den am nächsten Tag eintreffenden Abschnittsbevollmächtigten warten. Doch am nächsten Tag sind Kai und Wolf verschwunden, sie liefern sich am Küstenabhang eine wüste Schlägerei um Brit. Die Jungen und die Mädchen, besonders von Stupsi und dem „Rechtsanwalt“ geführt, können die beiden lädierten Streithähne wieder einfangen, bevor der Abschnittsbevollmächtigte kommt. Der Betreiber des Kutters kann von einer Anzeige abgehalten werden, auch da die Jungen versprechen, an der Wiederinstandsetzung mitzuarbeiten. Unterdessen möchte Brit, die sich für ihr vorheriges Verhalten schämt, abreisen; sie kann aber im letzten Moment durch Kai davon abgehalten werden.

## Hintergrund
Der Film wurde in Ost-Berlin, Leipzig, Greifswald (Wieck) und auf Rügen und Usedom gedreht. Er hatte seine Premiere am 21. Juni 1968 auf der Rostocker Freilichtbühne und kam am 28. Juni 1968 in die DDR-Kinos.
Neben Frank Schöbel und Chris Doerk singen im Film Gerti Möller, die die Gesangspassagen für Regine Albrecht übernahm, und Ingo Graf in den Gesangspassagen für Hanns-Michael Schmidt. Die Liedertexte stammen von Jürgen Degenhardt und Hartmut König. Musikalisch werden die Songs vom Tanzorchester des Berliner Rundfunks unter Leitung von Günter Gollasch begleitet.
Verantwortlich für Bauten und Kulissen war Filmarchitekt Alfred Tolle.
2003 wurde der Film auf DVD veröffentlicht und von der FSK als „freigegeben ab 0 Jahren“ eingestuft.

## Filmmusik
1968 erschien auf AMIGA (AMIGA 8 55 099) die Filmmusik unter dem gleichnamigen Titel „Heißer Sommer“.
Seite 1
1. Heißer Sommer
2. Das darf nicht wahr sein
3. Männer, die noch keine sind
4. Wir
5. Tanz am Strand
6. Woher willst du wissen, wer ich bin?

Seite 2
1. Was erleben
2. Ein Sommerlied
3. Fang doch den Sonnenstrahl – Frank Schöbel mit Gerti Möller
4. Ich fand die eine
5. Es war mal ein Mädchen – Ingo Graf
6. Einmal muß ein Ende sein
7. Finale „Heißer Sommer“

## Neuaufführung
2005 erlebte das Musical als Bühnenstück am Volkstheater Rostock eine Wiederkehr. Die Fassung wurde geschrieben von Axel Poike mit den Komponisten Gerd Natschinski und Thomas Natschinski sowie Thomas Bürkholz als musikalischem Leiter.
Vom 12. Juli 2009 bis 9. August 2009 wurde eine neu arrangierte Bühnenfassung auf der Regattastrecke Berlin-Grünau unter der Leitung von Wolfgang Bordel aufgeführt.

## Kritik
„Die Erlebnisse von Oberschülern und -schülerinnen während ihres Ferienaufenthaltes an der Ostsee dienen als dünner Handlungsfaden für teils etwas naive Musik- und Tanzeinlagen. Mit den Schlagerstars Chris Doerk und Frank Schöbel prominent besetzt, avancierte die heiter-unverbindliche Sommergeschichte, die Gemeinschaftsgeist propagiert und egoistischen Haltungen eine Abfuhr erteilt, zum Kultfilm.“

„Das dürftige Gerippe scheint von Maurycy Janowski vor allem als Beschäftigungstherapie für eine Schar jugendlicher Anfänger erdacht worden zu sein.“

## Beliebtheit
Im Mai 2016 veröffentlichte die Tageszeitung Freie Presse das Ergebnis ihrer Leser-Umfrage nach dem beliebtesten DEFA-Film aller Zeiten – Heißer Sommer wurde auf Platz eins gewählt.